# Inese Klotina
Inese Klotina, född 7 januari 1979 i Riga, är en lettisk pianist. Klotina är bosatt i Sverige sedan 2005.
Inese Klotiņa inledde sina pianostudier på Emils Darzins Musikskola i Riga när hon var 6 år gammal, först för Alise Kvasova, därefter för professor Ilze Graubina med vilken hon fortsatte sina studier på Jazeps Vitols Lettiska Musikakademi. Under sitt sista år på Lettiska Musikakademin tilldelades hon ett stipendium för studier vid Guildhall School of Music & Drama i London för professor Joan Havill. Efter två års studier och en avklarad Masters Degree in Music Performance, fortsatte hon sina studier vid Guildhall på programmet Professional Accompanying Course. Sedan 2005 studerar hon för professor Staffan Scheja på Kungliga Musikhögskolan i Stockholm.
Klotina har deltagit och vunnit priser vid internationella pianotävlingar i Ukraina, Sverige, Frankrike, Andorra, Litauen, Spanien och England. Under sin studietid på Guildhall School of Music & Drama så vann hon skolans Beethoven Prize, the GSMD Accompanist Prize samt Ivan Sutton Chamber Music Prize. Hon har gjort inspelningar för lettisk radio och TV samt anlitats som solist, kammarmusiker och ackompanjatör i England, Spanien, Tyskland, Frankrike, Island, Sverige och Lettland. Sommaren 2007 genomförde hon en turné i USA och Sverige som ackompanjatör åt 2007 års Jenny Lind Stipendiat, Paulina Pfeiffer.
Tillsammans med sin make - tonsättaren Karl Nicklas Gustavsson, driver hon produktionsbolaget Iliad Kulturproduktion. Hösten 2007 lanseras CD:n Nikolai Medtner Piano Works på skivmärket Iliad Records.